# Gammelgården
Gammelgården è un'area urbana della Svezia situata nel comune di Kalix, contea di Norrbotten.
La popolazione rilevata nel censimento 2010 era di 297 abitanti .